# Шепетівський краєзнавчий музей (Славута)
Шепетівський окружний краєзнавчий музей - музей, створений в жовтні 1926 в м. Славута як місцевий краєзнавчий музей. Складався з 3-х відділів: природничого, соціально-економічного та культурно-історичного. До штату музею ввійшли — В.І.Кочубей (директор) та М.Савицький (лаборант). Із 1927 музей отримав статус окружного, дістав фінансування з боку місцевої влади та перейменувався на Шепетівський окружний музей у м. Славута. 1928 на базі музею було створено Шепетівське наукове товариство при ВУАН. Провадив активну роботу з формування фондів, станом на 1 січня 1929 в музеї налічувалося 1556 одиниць зберігання (серед них — збірка рукописів та малюнків Ю. І.Крашевського). На початку 1929 рішенням Укрголовнауки до музею передано експонати із Всеукраїнського історичного музею та 2 тис. томів книг із Всенародної бібліотеки України при ВУАН в м. Київ. У грудні 1929 на баланс музею передано музей-заповідник в м. Старокостянтинів.
1929 музей перевели до м. Старокостянтинів і об’єднали з місцевим музеєм-заповідником. У жовтні 1930 музей повернули назад до Шепетівки. За час постійних переїздів Шепетівський окружний виконком вилучив більшу частину музейних колекцій. 1931 заклад було позбавлено статусу окружного та переведено до групи міжрайонних музеїв. У середині 1930-х рр. частину фондів музею передано до міст Бердичів, Вінниця, Ізяслав. Остаточно музей зліквідовано наприкінці 1930-х рр.
У 1935 році з Шепетівського окружного музею у м. Славуті до Вінницького краезнавчого музею потрапив і парадний портрет Хелени (Гелени) потоцької у шафрановій сукні авторства Мойсея Лейбовського (атрибуція авторства та зображеної особи злійснена у 2004 році канд.іст.наук Оксаною Лобко). У 2018-2019 рр. О. Лобко здійснила дослідження колекції з Шепетівського музею та презентувала виставку "“Навколо одного образу. Портрет Хелени Потоцької із Радзивіллів авторства Мойсея Лейбовського”, де розповіла про історію музею та колекції. У 2019 році до краезнавчого музею у Шепетівці Оксаною Лобко були подаровані стенди, присвячені історії музею та колекції, зроблені численні фотокопії, що увійшли до експозиції Шепетівського краезнавчого музею.
Музей провадив наукову роботу, організував та здійснив низку експедицій: 1927—28 — геологічну (керівник — проф. О.Безбородько) для дослідження вапняків і глин на Шепетівщині; 1927—29 — три археологічні (керівник — проф. С.Гамченко); 1927—30 — кілька етнографічних (керівник — В.Кочубей); 1927—31 — природничі для формування колекції місцевих с.-г. рослин і тварин, також збиралися зразки с.-г. знарядь (керівник — М.Савицький); 1929—31 — експедиції з дослідження покладів глини та вохри; 1926—31 було здійснено реєстрацію археологічних першоджерел у Грицівському, Ізяславському та Теофіпольському районах. Музей видавав "Бюлетень Шепетівського наукового товариства" (1927—30), "Екскурсант Шепетівщини" (1928), "Довідник Шепетівщини" (1928—29).